# Geothlypis rostrata
La mascarita de las Bahamas (Geothlypis rostrata) es una especie de ave paseriforme de la familia Parulidae endémica de Bahamas.
Es un pariente cercano de la mascarita común, mascarita de Altamira y mascarita de Belding, con las que forma una superespecie, y anteriormente se consideraban de la misma especie.

## Descripción
La mascarita de las Bahamas mide alrededor de 15 cm de longitud y tiene un pico largo. El macho adulto de la subespecie nomial, G. r. rostrata, que se encuentra en las islas de Andros y Nueva Providencia tiene la espalda de color verde oliva y las partes inferiores principalmente amarillas, algo más claro en el vientre. Presenta una mancha negra a modo de máscara que ocupa todo el rostro y frente, mientras que su píleo es gris. La hembra es similar, pero carece de la máscara negra, su píleo es solo grisáceo y sus tonos amarillos son menos intensos y su vientre más claro.
Existen dos subespecies más: G. r. tanneri, que vive en Gran Bahama, Gran Ábaco e islas asociadas, cuyos machos presentan una banda frontal en el píleo de tonos amarillentos; y G. r. coryi de las islas Eleuthera y Cat que tiene el píleo principalmente amarillo.
La mascarita de las Bahamas puede distinguirse de la mascarita común que pasa el invierno en las islas por su mayor talla, su pico más robusto y sus movimientos más lentos. Además los machos tienen más amarillo en las partes inferiores, la máscara negra más grande y extendida hacia la nuca, y en el caso de la subespecie coryi el característico píleo amarillo. El tono grisáceo de la cabeza de las hembras de mascarita de las Bahamas no aparece en las de mascarita común.

## Comportamiento y ecología
El hábitat de cría de la mascarita de las Bahamas son las zonas de matorral denso, generalmente más secos que las que usan las mascaritas comunes invernantes. Construye nidos en forma de cuenco que sitúa entre la vegetación baja densa o los tocones de los árboles, donde suele poner dos huevos. Como otras mascaritas se alimenta de insectos y otros invertebrados que busca alimento entre la vegetación.
Esta especie es escasa y es superada en número durante el invierno por las mascaritas comunes migratorias, pero no parece amenazada. Sin embargo la subespecie nominal era muy rara y al borde de la extinción al final del siglo XX.